# Cardo (Insekt)

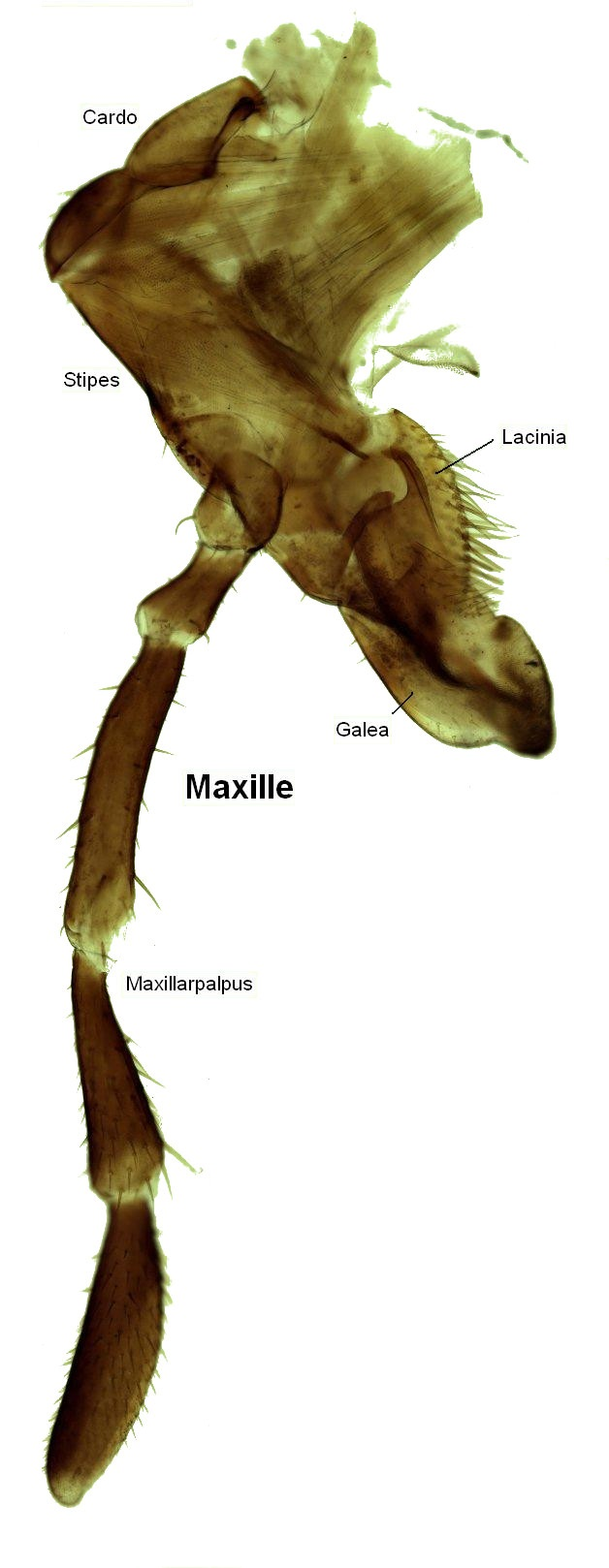
Maxille der Amerikanischen Großschabe (Periplaneta americana) mit Beschriftung der einzelnen Teile

Der Cardo (lat. „Drehpunkt, Türangel“) ist das basale Angelstück der Maxille der Insekten und gehört damit zu den Mundwerkzeugen. Gemeinsam mit dem Stipes bildet es den umgewandelten Coxopoditen der Maxille.
Der Cardo ist das einzige Element der Maxille, das mit dem Kopf verbunden ist, und setzt unterhalb der Mundöffnung, am Hypostoma, an.

## Belege
1. 1 2  Stichwort „Cardo“ In: Herder-Lexikon der Biologie. Spektrum Akademischer Verlag GmbH, Heidelberg 2003, ISBN 3-8274-0354-5.
2. 1 2  Gerhard Seifert: Entomologisches Praktikum. Georg Thieme Verlag, Stuttgart 1975; S. 266. ISBN 3-13-4550-02-4.